# Johan van Hasselt (1880-1945)
Johan van Hasselt (Utrecht, 19 mei 1880 – 1945) was directeur van de Koninklijke Nederlandse Stoomboot-Maatschappij (KNSM) te Amsterdam.
Van Hasselt, lid van de familie Van Hasselt, was tevens lid van de raad van commissarissen van De Twentsche Bank N.V., vanaf 1924 tot het jaar van zijn overlijden 1945.